# Journée nationale pour les victimes de la Covid-19
La Journée nationale en mémoire des victimes de l'épidémie du coronavirus (italien : Giornata nazionale in memoria delle vittime dell'epidemia di coronavirus), plus communément Journée nationale pour les victimes de la Covid-19 (Giornata nazionale per le vittime del COVID), est une journée de souvenir des victimes de la pandémie de Sars-Cov-2 fixée le 18 mars de chaque année.

## Contexte
Alors que l'Organisation mondiale de la santé déclare le statut de pandémie pour définir l'extension de la Covid-19 le 11 mars 2020, plusieurs pays sont déjà durement touchés. La veille de cette décision, le gouvernement italien étend le confinement de 17 millions (principalement dans les régions septentrionales) à tout le territoire et devient le premier pays à appliquer une telle mesure. Le 28 mars, la péninsule devient le premier pays européen à dépasser les 10 000 décès et à franchir les 100 000 cas deux jours plus tard.
Entre-temps, un événement vient secouer l'Italie. Le 18 mars, alors que le pays est en confinement, la gravité de la situation sanitaire est illustrée dans la ville lombarde de Bergame où l'armée italienne est sollicitée pour venir en aide aux hôpitaux alors en état de saturation. Ainsi, les Bergamasques voient passer 70 camions militaires pour évacuer les cercueils des victimes de la maladie vers des funérariums de la région alors que la ville, qui n'en possède qu'un, ne peut plus faire face.

## Texte de loi
Le 24 juillet 2020 aux alentours de 13 h 23, la chambre des députés vote à l'unanimité la loi n°35/2021 (348 voies pour, 0 voie contre). Le texte est définitivement adopté par le Sénat le 17 mars 2021 vers 15 h, signé par le président de la République, Sergio Mattarella le 18 mars 2021 et entre en vigueur le 2 avril qui suit. Le premier article stipule que :
« La Repubblica riconosce il giorno 18 marzo di ciascun anno quale Giornata  nazionale  in  memoria  delle  vittime dell'epidemia di coronavirus, di seguito denominata «Giornata nazionale», al fine di conservare e rinnovare la memoria di  tutte  le  persone  decedute a causa di tale epidemia. »
« La République reconnaît le jour du 18 mars de chaque année comme journée nationale en mémoire des victimes du coronavirus, reconnue comme «Fête nationale» afin de conserver et de se renouveler la mémoire de toutes les personnes décédées à cause de cette épidémie. »
— Art. 1 s.1 de la loi n°35 du 18 mars 2021.
Le texte de loi, s'appuyant sur 6 articles promeut ainsi la promotion de la recherche scientifique et de la connaissances des règles sanitaires ainsi qu'une meilleure compréhension des origines et du fonctionnement de l'épidémie de Covid-19. La mémoire des soignants et des personnes qui sont mortes à la suite de la gestion de la crise sanitaire est préservée. La journée de commémoration est nationale est peut être organisée par chaque sous-division de l'État italien selon les compétences. Ainsi chaque régions, provinces, métropoles et villes peuvent organiser des événements.
Roberto Speranza, alors ministre de la santé, exprime sa satisfaction pour la tenue d'une telle commémoration : « Il 18 marzo sarà la Giornata mondiale in memoria delle vittime del Covid. Sarà un giorno importante per non dimenticare questa stagione così drammatica e per ricordare tutte le persone che non sono più con noi ». Ce dernier se félicite aussi de l'unanimité de la loi qui n'a pas compté d'opposition.

## Déroulement
La date du 18 mars est choisie à propos de l'événement de Bergame et c'est dans cette même ville que s'est déroulée la première cérémonie en présence du président du conseil des ministres Mario Draghi,.